# Izocijanska kiselina
Izocijanska kiselina je neorgansko jedinjenje sa formulom HNCO, koje je bilo otkriveno 1830. Ova bezbojna supstanca je isparljiva i otrovna, sa tačkom ključanja od 23,5 °. Izocijanska kiselina je najjednostavnije stabilno hemijsko jedinjenje koje sadrži ugljenik, vodonik, azot, i kiseonik, četiri najčešća elementa u organskoj hemiji i biologiji.

## Literatura
- Walter, Wolfgang (1997). Organic Chemistry: A Comprehensive Degree Text and Source Book. Chichester: Albion Publishing. стр. 364. ISBN 978-1-898563-37-2. Приступљено 21. 6. 2008.

## Spoljašnje veze
- [http://webbook.nist.gov/cgi/cbook.cgi?Name=cyanic+acid&Units=SI